# Баренфлет
Баренфлет (нем. Bahrenfleth) — община в Германии, в земле Шлезвиг-Гольштейн. 
Входит в состав района Штайнбург. Подчиняется управлению Кремпермарш.  Население составляет 616 человек (на 31 декабря 2010 года). Занимает площадь 14,77 км².